# Werner Otto
Werner Otto (n. 15 aprilie 1948, Dresda, Zona de ocupație sovietică) este un ciclist german, medaliat olimpic. A participat la 2 ediții ale Jocurilor Olimpice (1968, 1972) în care a câștigat o medalie de argint.